# Comtats catalans
Els comtats catalans són un grup de comtats que aparegueren formats als volts de l'actual Catalunya arran de la conquesta carolíngia. Constituïen la meitat sud de la Gòtia, un territori part de l'antic Regne dels Visigots i que fou incorporat a l'Imperi Carolingi després de ser conquerit a l'Emirat de Còrdova.

## Orígens dels comtats catalans
Immediatament després de la conquesta carolíngia, als territoris pirinencs en poder dels francs, hom hi troba la menció d'uns districtes politicoadministratius (Pallars, Ribagorça, Urgell, Cerdanya, Barcelona, Girona, Osona, Empúries, Rosselló) que reben el nom de comtat, dins dels quals, com a subdivisió, hi existeixen d'altres circumscripcions menors, els pagi (pagus en singular), com, per exemple, Berga o el Vallespir.
L'origen d'aquests comtats i pagi es remunta a èpoques anteriors als carolingis, tal com testimonia la freqüent coincidència entre els seus límits i els dels territoris d'antigues tribus iberes; com a mostra, el comtat de Cerdanya es corresponia amb el país dels ceretans, el d'Osona amb el dels ausetans, i el pagus de Berga amb el dels bergistans o bargusis. En conseqüència, aquests territoris, forçosament, haurien d'haver tingut alguna entitat politicoadministrativa en temps dels romans i dels visigots, encara que no s'anomenessin comtat, ni haguessin estat governats per comtes en època dels reis de Toledo; en la monarquia visigoda, els comtes, situats en jerarquia per sota dels ducs, la màxima autoritat provincial, governaven només les ciutats, circumscrivint la seva autoritat exclusivament a l'àmbit urbà, sovint delimitat per muralles, deixant de banda el districte rural dependent de la ciutat. Així doncs, per organitzar els territoris guanyats al Pirineu, els francs no crearen cap entitat nova, sinó que es limitaren a seguir les establertes en la tradició ètnica i cultural del país.
Durant el segle XI, els comtats catalans van experimentar una gran expansió, sobretot cap al sud i l'oest, a mesura que els comtats es van independitzar de l'Imperi Carolingi i van passar a estar sota la dominació del casal de Barcelona. Això va facilitar la consolidació del poder i la influència catalana, amb diverses conquestes al llarg del segle. Ramon Berenguer I va tenir un paper clau en l'ampliació territorial, establint aliances amb el Regne d'Aragó, la qual cosa va portar a una futura unió dinàstica.

## Els reis carolingis i els comtes catalans
La creació de l'Imperi Carolingi (la Gàl·lia, Germània, Itàlia i la dita Marca Hispànica) correspon a l'època de Pipí el Breu i Carlemany (768-814), quan l'expansió va permetre mantenir la cohesió i l'hegemonia de l'aristocràcia franca, i alhora associar el poder i els seus beneficis a llinatges de pobles incorporats a l'Imperi. Per la banda sud-occidental, l'Imperi Carolingi s'apoderà de l'extrem nord-oriental de l'antic Regne dels Visigots i integrà aquest territori als seus dominis, el qual anomenà Gòtia i que estava conformat per la Septimània, al nord, i els comtats catalans, al sud.
Amb algunes vacil·lacions inicials, en temps de Carlemany, Lluís el Piadós (814-840) i Carles el Calb (840-877), l'aristocràcia franca va ser dominant en el govern dels comtats catalans: excepció feta de Berà, primer comte de Barcelona (801-820), fill del franc Guillem, comte de Tolosa i d'una goda Conegonde d'Austràsia, i de Sunifred, pare de Guifré el Pelós, quasi tots els comtes importants de la Marca fins al 878 van ser netament francs: Rampó, Berenguer de Tolosa, Bernat de Septimània, Aleran, Odalric, Humfrid i Bernat de Gòtia.
El domini polític franc es va reforçar amb l'eclesiàstic pel fet de supeditar els bisbes catalans a l'autoritat de l'arquebisbe de Narbona, un franc de confiança de la cort, i d'eliminar els signes gòtics de la litúrgia, la reflexió teològica (persecució de l'adopcionisme de Fèlix d'Urgell) i les regles monàstiques.

### Els comtes francs de Catalunya
Durant el regnat de Lluís el Piadós (814-840), fill de Carlemany, van cessar les conquestes i hi va haver retrocessos territorials i polítics: pèrdua de les posicions franques del Pirineu navarrès i aragonès; destitució del comte Berà de Barcelona per suspecte de traïció; moviment secessionista de caràcter progot a les terres centrals de la Marca (revolta d'Aissó i Guillemó, 826-827); i divisions i conflictes interns entre llinatges aristocràtics, encapçalats pels mateixos fills i hereus de l'emperador, enfrontats entre si.
Els comtes francs de Catalunya van participar en les lluites civils de l'Imperi, sovint en bàndols aristocràtics d'oposició al monarca regnant, i per això n'hi ha que van ser destituïts (Odalric, Humfrid i Bernat de Gòtia) i executats (Bernat de Septimània i el seu fill Guillem). Durant els conflictes, i sobretot a partir dels volts de l'any 840, quan els fills de Lluís el Piadós (Lotari, Lluís el Germànic i Carles el Calb) es van enfrontar entre ells i amb bàndols aristocràtics, l'autoritat reial va restar allunyada dels comtats i la frontera fou defensada per les autoritats locals.
En aquest context, Lluís el Piadós i Carles el Calb van encomanar excepcionalment el govern d'una part dels comtats catalans (Urgell, Cerdanya, Barcelona i Girona) i septimans (Narbona, Agde, Besiers, Lodeva, Magalona i Nimes) a un magnat got, Sunifred I (?-848), fill de Bel·ló, comte de Carcassona, que va encapçalar una facció reialista i va morir a les mans de francs rebels (vers l'any 848).

### Guifré el Pilós
Al cap d'uns quants anys (entre el 870 i el 878), potser com un premi a aquesta fidelitat i una concessió al costum d'acumular càrrecs en el si de les famílies aristocràtiques, el fill de Sunifred I, Guifré el Pelós, va obtenir de la monarquia el govern dels comtats d'Urgell, de Cerdanya, de Barcelona i de Girona que el seu pare havia regit trenta anys enrere.
Guifré va associar al govern els seus germans i va donar protecció militar al moviment colonitzador de les terres centrals de Catalunya (el Ripollès, la Plana de Vic, el Moianès, les Guilleries, el Bages), on va fundar els monestirs de Ripoll i el de Sant Joan de les Abadesses, va restaurar el bisbat de Vic i va donar forma administrativa al comtat d'Osona. La seva mort en defensa de la nova frontera atacada pels musulmans de Lleida (897) devia contribuir a consolidar el prestigi del seu llinatge en un moment crucial de feblesa del poder reial franc.
Llavors, a la darreria del segle ix, tres comtes es repartien el poder als comtats catalans:
- Al Pallars i la Ribagorça, un comte de nom Ramon (vers 872-vers 920), potser originari de Bigorra.

- Als comtats d'Urgell, Cerdanya, Barcelona, Girona i Osona, Guifré el Pelós, i després els seus fills.

- Als comtats d'Empúries i Rosselló, el comte Sunyer II (862-915), possiblement cosí germà de Guifré I, com ell, també net de Bel·ló de Carcassona.

## El model carolingi
Quan, cap al 720-725, els sarraïns van ocupar la Septimània, els francs, que ocupaven la Gàl·lia, estaven en plena transformació. Després de més d'un segle de divisions internes, de fragmentació política, de lluites entre monarquia i aristocràcia i d'inestabilitat social iniciaven un sistema d'explotació del treball a gran escala, el domini clàssic o bipartit.

### El regiment comtal
Les necessitats de defensa de la frontera propiciaven la concentració de força en poques mans, de manera que els reis carolingis es van acostumar a encomanar diversos comtats, a vegades quasi tota aquesta portione Hispaniae, a un sol comte. Així, hi va haver comtes de gran poder, però mai un de sol no va governar tots els comtats catalans.
Els comtes depenien del monarca, que els nomenava, i hi estaven en contacte per mitjà d'ambaixadors, i directament quan acudien a les assemblees generals del regne. Com a representants del monarca dirigien els afers administratius, sobretot d'ordre fiscal, encapçalaven l'exèrcit, garantien l'ordre públic i eren responsables de l'administració de justícia. Per a realitzar aquestes funcions disposaven de col·laboradors, que la cancelleria carolíngia considerava funcionaris (personae publichae).
Les ciutats capital de comtat eren també sovint seus episcopals, de manera que hi residia un bisbe, cap del clergat d'una diòcesi, responsable del servei del culte i figura amb importants funcions polítiques a la ciutat. Els bisbes, com mostren nombrosos diplomes, viatjaven sovint a la cort, on demanaven privilegis i informaven de la situació política.

### Els clergues francs a la Gòtia
Els carolingis, que per mitjà de l'arquebisbe de Narbona controlaven l'actuació dels bisbes de la marca, a vegades nomenaven directament clergues d'origen franc per a les seus vacants. Comtes i bisbes eren, doncs, les autoritats principals als comtats de la frontera hispànica.

### Els comtes de la Gòtia
Els comtes, sovint d'origen franc, eren de llinatges aristocràtics, i el poder i la riquesa que tenien, més que de la propietat de terres procedia de l'acumulació de càrrecs, que donaven dret a fruir de béns i drets públics: dominis públics o fiscals i impostos. Precisament la creació de l'Imperi Carolingi respon a la necessitat de multiplicar les possibilitats de progressió social de l'aristocràcia franca, els efectius de la qual s'havien incrementat, i s'explica també per la mobilitat dels seus membres, disposats a marxar amb l'exèrcit fronteres enllà i a ocupar càrrecs en regions llunyanes.
Precisament les regles del joc polític es basaven en una certa apropiació familiar de les dignitats, de manera que el fet que un membre d'un llinatge hagués regit un comtat donava als altres membres del mateix llinatge un cert dret a ocupar la dignitat comtal, encara que no necessàriament en el mateix lloc. La tendència, que els monarques havien de respectar, era, doncs, la de crear dinasties comtals, amb el risc de ruptura de l'obediència i de secessió.
Els comtes disposaven d'uns lloctinents que els substituïen en les absències i els representaven en afers importants: els vescomtes. La seva funció va ser especialment important durant el segle ix, quan els principals comtes francs van participar en intrigues d'alta política que els van mantenir allunyats dels comtats catalans. Més avall hi havia els veguers; els jutges que seguien les normes processals (interrogatori de testimonis i examen de proves escrites) i interpretaven la Lex Visigothorum; els mandataris que actuaven en nom de les parts; i els saigs, que exercien funcions específiques:

### Béns, drets i serveis públics
Els ingressos que els comtes i els seus agents percebien procedien de l'administració dels béns i els drets públics. Eren béns públics els dominis fiscals (terres, vinyes, prats, masos, molins) amb els seus conreadors, heretats del Baix Imperi Romà i conservats i explotats per la monarquia de Toledo.
Eren drets públics els impostos i les regalies. A més de la moneda, eren regalies (iura regalia) aigües, fonts, mines, salines, caça, pesca, muntanyes, pastures i boscos. L'encunyació monetària produïa ingressos per explotació directa de la seca o per arrendament. També les mines i les salines podien ser explotades directament per l'autoritat o arrendades. Quant a les altres regalies (aigües, muntanyes, pastures, boscos), per tradició ancestral eren d'aprofitament col·lectiu, però el senyor en cobrava drets d'ús.
El pagament d'impostos procedia de l'herència romana, certament degradada, i segurament no de la mateixa forma, amb la mateixa intensitat i regularitat que abans. Segurament es cobraven impostos indirectes i molt probablement també de directes. Els indirectes (telonis, lleudes, pontatges, portatges, ribatges), que gravaven el comerç i el consum, es recaptaven en llocs de trànsit i en els mercats. Els directes (censum, censum publicum), que en època romana havien estat els més importants, consistien ara en simples pagaments per llar de quantitats fixes de cereal, vi i carn, potser substituïbles per alguna mena de servei (servitium, servitia regalia) d'interès públic o en profit dels governants.
També era obligatori allotjar els funcionaris de pas, especialment ambaixadors (missi), a qui, a més, s'havien de prestar cavalleries per al viatge.

### Pagament de serveis i fidelitats
Responsables dels béns i drets públics (el fisc) en els comtats, els comtes eren els primers d'aprofitar-se'n, però, amb ells (o amb el seu producte), pagaven també els serveis de tots els seus col·laboradors en el govern, l'administració i l'exèrcit (agents i fidels), ajudaven a sostenir el clergat i premiaven la fidelitat (o evitaven la traïció) de poderoses famílies locals.
El mecanisme de pagament de serveis i fidelitats funcionava de manera descentralitzada, i concedia als beneficiaris no quantitats sinó béns i drets, és a dir, l'usdefruit de terres fiscals amb les seves rendes, i el dret a percebre càrregues públiques per l'ús de determinades regalies i a recaptar determinats impostos de llocs i col·lectivitats concrets, generalment els mateixos que els beneficiaris administraven i defensaven, i en els mateixos llocs on els beneficiaris tenien dominis particulars.
Aquest sistema d'explotació de béns i drets públics era una forma de drenar recursos col·lectius en profit d'una minoria privilegiada. Constituïa, per tant, una modalitat d'explotació del treball que creava o consolidava la posició dels poderosos, grans propietaris d'aquesta terra, i dels que hi arribaven per ocupar-hi llocs de comandament. Tots plegats, i el mateix Estat carolingi com a tal (com a instrument de poder d'uns llinatges), tenien interès de reproduir aquest sistema d'explotació. Per això, les funcions i fidelitats, amb els serveis que en derivaven, tendien a fer-se hereditàries, i amb elles també hi tendien les atribucions de béns i drets públics. S'estava produint, doncs, una confusió, de fet, entre la cosa pública (béns i drets públics) i la privada (patrimonis familiars).

#### El servei militar
La història del servei militar il·lustra bé aquest procés. La milícia era un deure d'homes lliures, des de petits pagesos fins a poderosos, però no tots podien concórrer-hi ben armats i a cavall: el reclutament ordinari proporcionava els combatents de base, que eren agrupats en els comtats sota el comandament dels comtes. Però calien, a més, forces d'elit i quadres dirigents. Aquestes forces més especialitzades, que tenien més responsabilitats i dedicació, havien de ser remunerades, i ho eren amb la concessió de béns i drets públics, privilegis i exempcions fiscals.
El sistema consistia a donar, en benefici (assignació vitalícia) o en plena propietat, una o més viles, en canvi de fidelitat i servei. Encara que la donació o assignació es presentava com un traspàs de propietat de tot el territori vilatà, atès que la vila era una demarcació administrativa, el més lògic és suposar que l'autoritat reial o comtal delegava en l'agent o fidel la potestat pública sobre la vila, i li donava allò que habitualment hi pertanyia: béns i drets públics.
Els fidels o agents, afavorits amb aquestes concessions, havien de servir l'exèrcit com a caps amb forces pròpies i especialitzades, les formades pels seus propis fidels, i també havien de dirigir en la host comtal el conjunt dels homes lliures que vivien a les seves viles. Així, considerant el servei militar, podem dir que l'Imperi Carolingi encara funcionava sobre la base de les obligacions públiques i les remuneracions (beneficis i donacions) que l'autoritat reial o les persones dotades de potestat pública atorgaven, però el mateix mecanisme de remuneració de fidelitats i serveis (donació o assignació de béns i drets públics de viles) inclinava a l'absorció de la cosa pública dins de la privada (el fidel incorporava allò que havia rebut en el seu patrimoni i feia declinar el servei), la qual cosa suposava l'afebliment de l'Estat i la transformació del poder.

### Propietat de la terra i formes d'explotació
Abans de l'any 1000, els homes venien, donaven i deixaven en herència béns diversos, però sobretot terres, de les quals sovint deien que disposaven lliurement, sense restriccions, com un bé propi, és a dir, en plena propietat.

#### Tipologia de propietats
Jurídicament, no totes les propietats eren iguals:

##### Els dominis públics
Hi havia enorme quantitat de dominis públics o propietats públiques, que els documents anomenen fisci. Es tractava de dominis de l'Estat, herència del Baix Imperi Romà i de l'època visigoda, reestructurats després de la conquesta carolíngia de Catalunya, i emprats per a sostenir els agents públics.
De forma piramidal i jeràrquica, els fisci eren cedits en benefici pels monarques i els comtes als seus fidels i col·laboradors en el govern, que els devien explotar de la mateixa manera que explotaven els seus dominis particulars. De fet, els monarques en disposaven com si fossin béns propis i els comtes van fer el mateix a mesura que es van anar emancipant durant el segle x. Finalment, la noció de domini públic es perd al final del segle X o principi del segle xi, quan el procés de feudalització ha portat a l'absorció de la cosa pública dintre de la privada.

##### Les propietats privades
En contraposició als dominis públics o propietats públiques hi havia les propietats privades, grans o petites, que els documents anomenen indistintament alous. Es tractava d'una petita propietat inestable, víctima dels rendiments escassos (amb la conseqüència de fams i endeutaments) i de la pressió dels poderosos que l'absorbien. En el fons, la persistència d'aquesta petita propietat i alhora de la llibertat dels pagesos propietaris durant l'alta edat mitjana s'explica perquè, tradicionalment, aquesta pagesia era la principal classe tributària de l'Estat. La preservació de la seva existència interessava, doncs, els governants i anava lligada a la capacitat d'exacció dels estats germànic i carolingi. Per això es pot dir que la decadència del sistema fiscal i de l'Estat carolingi durant el segle x va comportar la crisi de l'alodialitat pagesa.

##### Els béns comuns
Hi havia, finalment, les aigües, els prats, les pastures, els boscos i les garrigues, que segons els Usatges eren de la potestat, és a dir, del monarca, encara que aquest no els podia tenir com a propietat privada (alou) ni com a domini (explotació directa) perquè per antiga tradició estaven reservats a l'ús de les comunitats (empriu).

#### Formes d'explotació de la terra
Després de la darrera gran crisi de l'esclavitud rural (les fugides de servi) al segle vii, es pot assegurar que a les grans propietats o grans dominis dels segles ix i x a Catalunya hi havia molt poca mà d'obra esclava. Durant l'alta edat mitjana es va anar produint, doncs, un retrocés de l'explotació directa, esclavista, que devia culminar abans de l'any 1000 amb la quasi total desaparició d'aquesta antiga forma d'explotació del treball. En el seu lloc impera l'explotació indirecta, rendal. Les grans propietats estan, de fet, parcel·lades en unitats d'explotació, anomenades tinences, sovint de caràcter familiar. Les tinences satisfan rendes fixes en producte i rendes a parts de fruits, és a dir, proporcionals a la collita, de les quals la més coneguda és la tasca, equivalent a l'onzena part del fruit.
El procés de feudalització era un procés d'absorció de la cosa pública dintre de la privada comprendrem que fidels i agents, afavorits amb la concessió de béns i drets públics, els incorporessin als seus patrimonis i fusionessin impostos i rendes per a donar origen a la renda feudal. La societat prefeudal era una societat permanentment amenaçada per les males collites i la fam. Per escapar d'aquest flagell i potser mercès a la decadència del sistema fiscal, que va permetre al camp respirar, els pagesos dels segles ix i x van impulsar un moviment de rompuda d'erms, que aviat va comportar el creixement agrari.
Famílies pageses vingudes d'arreu es van establir a la frontera i a zones de l'interior poc poblades, o simplement van eixamplar les llindes dels vells camps i de les zones de conreu dels vells pobles. Es tractava d'un moviment d'aprisió perquè es va fer d'acord amb un precepte de la llei goda que deia que qui hagués trobat un bé i l'hagués retingut ininterrompudament durant trenta anys ningú no li'n podria disputar la propietat.
Posar èmfasi com hem fet en les aprisions pageses no implica ignorar que també els poderosos van fer les seves aprisions amb el resultat evident d'augmentar la gran propietat. Tanmateix, interessa destacar l'aprisió pagesa perquè mentre va existir (segles IX i X) va actuar com un fre a l'expansió de la gran propietat, encara que només sigui perquè mentre en uns llocs la gran propietat absorbia la petita, en altres la petita es regenerava per l'aprisió.

## El triomf dels comtats catalans sobre l'aristocràcia franca (segle X)

Els comtats catalans a la mort de Ramon Berenguer III (1131).

Durant el segle x, els descendents d'aquests comtes van retenir la dignitat comtal, transformada en hereditària i patrimonial, i això representava per als llinatges meridionals autòctons el triomf final sobre l'aristocràcia franca del nord. Així les famílies comtals, en transmetre's hereditàriament el poder, se'l van repartir com feien amb els béns privats. Alhora, les cases comtals catalanes van procurar substituir els carolingis en la direcció civil de l'Església, per a la qual cosa van dotar les institucions monacals i catedralícies dels seus comtats amb béns i drets, com abans feien els carolingis, i van procurar col·locar familiars i fidels en càrrecs eclesiàstics.
Per tant, es comprèn la divisió del territori en vuit nuclis comtals a la fi del segle x: els comtats i les cases comtals de Pallars, Ribagorça, Urgell, Barcelona-Girona-Osona, Cerdanya, Besalú, Empúries i Rosselló.
Mentre al cor de la dinastia carolíngia es reproduïen les revoltes de la noblesa, les usurpacions (regnats d'Odó, 888-898, i Raül I de França, 923-936) i els restabliments de la legitimitat dinàstica (Carles el Simple, 898-923, i Lluís d'Ultramar, 936-954), els comtes catalans deixaven de visitar la cort reial (el darrer viatge es va produir el 952), i des dels volts del 950 establien contactes amb la cort del Sant Pare, a Roma, i amb la califal, a Còrdova. De Roma esperaven obtenir un reforçament de les relacions amb l'Església, però el contacte va derivar cap a plantejaments emancipadors quan el comte Borrell II de Barcelona es va proposar la creació d'un arquebisbat català, amb el consegüent trencament de l'obediència eclesiàstica a l'arquebisbe de Narbona. Encara que aquesta temptativa d'independència eclesiàstica (970) va topar amb resistències i va fracassar (971), indica que als comtats ja hi ha llavors, en ple segle x, una voluntat d'afirmació política.
El mateix comte Borrell, que devia témer la fortalesa dels musulmans, va enviar ambaixades al califat de Còrdova (els anys 950, 966, 971 i 974) on, al preu d'un cert vassallatge, incompatible, d'altra banda, amb l'obediència als carolingis, devia esperar obtenir la pau i la seguretat de les fronteres. El resultat fou ben diferent perquè el califat, amenaçat de crisis interiors, va llançar una sèrie de ràtzies contra els nuclis cristians del nord, entre els quals el comtat de Barcelona. La més important de les expedicions musulmanes per territori català va ser l'assalt d'al-Mansur a Barcelona, el juliol del 985. Barcelona fou saquejada i molts dels seus habitants i defensors fets presoners i portats captius a Còrdova.
L'assalt de Barcelona va tenir conseqüències importants. Va obligar Borrell II a replantejar-se les aliances i a pensar en un retorn a la cort carolíngia, a la qual va trametre una demanda d'ajut que la monarquia, atesa l'extrema feblesa dels darrers carolingis (Lotari, 954-986, i Lluís V de França, 986-987), no va atendre.
Poc després, amb la mort del darrer carolingi i l'entronització del noble Hug Capet (987), es trencava definitivament la legitimitat dinàstica, i consegüentment els darrers vincles jurídics i morals que unien els comtats catalans a la monarquia franca.

## Evolució
Amb la progressiva fi de la dominació musulmana al segle ix, els comtats s'anaren desvinculant gradualment de la tutela franca i esdevingueren sobirans. Un punt d'inflexió important es produeix amb Guifré el Pilós, qui, com a sobirà de cinc dels més grans comtats, reestructura el territori i el fa créixer amb la repoblació de terres. Aprofitant la crisi de la monarquia carolíngia, a partir de Guifré els comtes deixen de ser nomenats pel rei franc i es passa a un règim successori.
Almansor va arrasar Barcelona en 985 el 6 de juliol de 985 en una important ràtzia i després de derrotar Borrell a la batalla de Rovirans o Matabous les peticions d'ajuda del comte Borrell van ser ignorades per Lotari I de França i el 988 Borrell II es va negar a renovar el pacte de vassallatge amb el nou rei francès, Hug Capet, i va instaurar la independència de facto dels territoris sota el seu poder tot i que, jurídicament, no se sancionaria aquesta situació fins al Tractat de Corbeil, signat l'any 1258 entre Jaume I el Conqueridor i Lluís IX de França.
Amb una societat de caràcter eminentment feudal, s'inicià una important expansió territorial, que començà, en el trànsit dels segles xi al xii, en temps del comte Ramon Berenguer III -el primer a ser anomenat monarca dels catalans-, i en diverses direccions: el llevant peninsular, les illes mediterrànies i el nord occità. Fruit d'aquesta expansió fou la incorporació de la dita Catalunya Nova, al sud i a ponent del riu Llobregat i fins a la ratlla de l'Ebre, que fou conquerida i repoblada en el segle xii.
La unió matrimonial del comte Ramon Berenguer IV, del casal de Barcelona, amb Peronella, filla del rei d'Aragó, el 1137, possibilità la formació de la Corona d'Aragó i la continuació de l'expansió feudal, que començà pel sud i el ponent musulmà -Tortosa fou conquerida el 1148 i Lleida el 1149.

## Viles i ciutats en terres catalanes abans de l'any 1000
La població d'aquesta època formava un teixit de malles irregulars, amb concentracions de població en uns punts i quasi despoblament en altres. En general, l'hàbitat podria qualificar-se de semidispers, amb predomini dels petits pobles (de 5 a 15 famílies generalment), amb els seus termes, que els documents anomenen villae, villares i villaruncules, expressions que potser indiquen gradació pel nombre d'habitants. Es devia tractar d'un hàbitat poc compacte, més aviat fràgil i inestable, amb cases relativament properes les unes de les altres, cosa que no excloïa l'existència d'hàbitat dispers pels termes de les viles.
Entre les viles i les ciutats no hi havia esglaons intermedis.
Les viles eren el bressol de les comunitats pobletanes, l'existència de les quals es fa evident de diverses maneres abans de l'any 1000: en la construcció comuna de temples, recs, molins i torres de defensa; en la resistència col·lectiva enfront dels opressors; en l'actuació conjunta davant dels tribunals; en la recerca comuna de la protecció comtal; en la gestió col·lectiva dels béns comunals; en l'obtenció conjunta de franqueses o llibertats, etc.
En la societat d'abans de l'any 1000 es pot considerar que el creixement agrari no depassava l'àmbit de les comunitats rurals, on les necessitats de subsistència eren dominants. El mercat rural, doncs, si és que existia, estava infradesenvolupat, format per l'activitat de bescanvi dins mateix de la comunitat i sense relacionar-se amb la ciutat.
La ciutat era més un centre polític i religiós (capital de comtat i seu episcopal) que econòmic:
- Com a ciutat episcopal, capital d'una diòcesi, posseïa un conjunt d'esglésies o basíliques amb funcions especialitzades: la basílica dedicada als oficis religiosos habituals, el baptisteri i l'església dels difunts. Aquesta trilogia és encara avui perfectament visible en el Conjunt monumental de les esglésies de Sant Pere de Terrassa, la vella seu d'Ègara. La ciutat episcopal sovint era també un centre de pelegrinatge on es veneraven les relíquies d'algun sant o màrtir de l'Església: santa Eulàlia a Barcelona (posterior catedral de Barcelona), església de Sant Feliu (Girona), etc. Allà, prop de la basílica catedral, hi havia també l'hospital de pobres, el palau episcopal, la residència dels canonges i l'escola catedralícia, amb la biblioteca i l'escriptori on es copiaven i decoraven manuscrits emprats en la litúrgia i la formació del clergat.

- Com a ciutat comtal era un centre polític, lloc de residència del comte i de la seva cort, amb els palaus comtal i vescomtal com a edificis de més relleu. Al capdamunt de la societat urbana hi havia nobles governants i jerarques de l'església, i en els estrats inferiors pagesos que cultivaven les terres de la rodalia, més alguns menestrals i mercaders que no deixaven tampoc de cultivar algun hortet o tros de vinya.[6]

## El mercat i els diners
La paraula mercatus figura en uns pocs documents de l'època per a referir-se quasi sempre a mercats urbans, és a dir, a llocs de ciutat, generalment places, destinats a la compravenda de productes. Els impostos mercantils, que es cobraven en aquests indrets o a les portes d'entrada a les ciutats, anaven a parar a les arques episcopals o comtals. Per a facilitar les transaccions mercantils, a cada ciutat hi havia una seca on s'encunyava el diner de plata.
Això vol dir que abans de l'any 1000 afluïen a aquest mercat:
1. Productes exòtics i productes rics del comerç internacional, al qual es dedicaven mercaders especialitzats, generalment jueus, que vivien dispersos en barris propis per les ciutats d'Occident. Es tractava d'un comerç d'origen antic que posava en relació els països d'una banda i altra de la Mediterrània, musulmans i cristians.
2. També afluïen al mercat urbà productes de consum general i quotidià, obra de la manufactura local, i productes rurals dels camps circumdants.

Tanmateix, el mercat urbà d'abans de l'any 1000 encara era poc dinàmic i tenia un radi d'influència molt curt. Amb l'excepció, doncs, d'aquestes zones urbanes i circumdants, es pot dir que la ciutat i el camp no estaven integrats en una relació econòmica d'intercanvi.
Durant el segle x també es desvetllà, en el conjunt dels comtats, el mercat rural de la terra, que cal relacionar amb el creixement agrari i els processos de diferenciació social.
Per a aquestes i altres transaccions la moneda era l'instrument de canvi més habitual, per bé que el numerari va circular amb més fluïdesa a les ciutats (Barcelona, Girona, Vic) i les seves àrees d'influència que a l'interior del camp, on, quan convingué, s'emprà el troc o barata.
Al mateix temps que naixia el mercat de la terra també, i en part per motius semblants, s'activava el mercat del crèdit, una activitat a la qual es van lliurar homes de diferent religió i posició social: jueus, cristians, laics, clergues.
Desapareguda la moneda visigoda (els trients d'or) arran de la invasió musulmana i la conquesta franca, la moneda catalana en època carolíngia va ser el diner de plata introduït per la reforma monetària carolíngia. El diner i el seu divisor, l'òbol o malla (mig diner), era la unitat monetària circulant, que tingué com a múltiples el sou (12 diners) i la lliura (240 diners), que no eren monedes efectives sinó unitats de compte.
Als comtats van circular, i en algun cas hi van ser encunyats, diners de Carlemany, Lluís el Pietós i Carles el Calb, i posteriorment, ja en el segle x, diners encunyats a les seques episcopals.
La primera moneda coneguda a nom d'un comte català és el diner de Ramon Borrell (992-1017), encunyat a la seca de Barcelona al final del segle X o al principi de l'XI.
Cap al 970 va arribar als comtats el mancús o dinar, moneda d'or musulmana, encunyada en seques de l'Àndalus, d'un pes aproximat de 3,85 g, que va ser immediatament emprada en les transaccions importants. Segons Bonnassie entre els anys 990 i el 1000 el 57% de les transaccions portades a terme al Pla de Barcelona van ser saldades en or. Per un o altre camí l'or andalusí va irrigar l'economia catalana des del final del segle x, i va circular abundantment a Barcelona, tot coincidint amb una escassetat general de plata que s'observa a tot l'Occident.

## La família altmedieval
Les normes legals visigodes, més que les romanes, eren les que regien el grup familiar car el matrimoni era sobretot un contracte civil pactat pels pares i els amics dels cònjuges. La unió matrimonial es formalitzava en una cerimònia pública d'intercanvi d'anells, precedida de l'atorgament escrit del dot marital, anomenat decimum, equivalent a la desena part del patrimoni del marit, que aquest lliurava a la dona, i de l'aportació del dot femení, anomenat exovare (aixovar), que els pares donaven a les filles el dia de noces. La unió així formalitzada era protegida per la legislació, que castigava l'adulteri i només reconeixia la descendència legítima.
Quant a la successió, la llei goda, escrupolosament respectada, establia la prioritat absoluta de la successió per línia directa (fills, nets, besnets). A la descendència directa corresponien les quatre cinquenes parts de l'herència, de manera que només el cinquè restant era de lliure disposició del testador, que en feia ús en profit de l'Església i de familiars col·laterals.
Tanmateix, el temor a la condemnació empenyia molta gent a trencar la norma i deixar a l'Església més del que la llei permetia. De fet, la major part de les herències eren dividides entre l'Església i els fills, amb el benentès que aquests en rebien la major part i no es feia distinció entre fills i filles: tots rebien el mateix, de manera divisa o indivisa.
El testador podia, però, millorar la sort d'un fill o una filla deixant-li fins a un terç del total de l'herència (melioratio).
El creixement demogràfic era fort (amb una mitjana de 3 o 4 fills per família) tot i l'elevada mortalitat infantil i les fams que, quan apareixien, podien obligar famílies més desvalgudes a abandonar els nadons. Avis i pares morien joves, la vida era breu, i per això tot s'havia d'escurçar: la majoria d'edat començava als catorze anys i la gent es casava i engendrava fills molt aviat.
El paper de la dona era socialment i jurídicament més rellevant que no ho seria en el feudalisme. No era menyspreada i la seva sort depenia de la sort de la seva família. Disposava lliurement dels seus béns, generalment formats pel dot femení i el dot marital. Com que molt sovint el decimum era la desena part del patrimoni del marit, no separada del conjunt, la dona podia intervenir en tots els negocis del marit com a copropietària, és a dir, encara que tinguessin separació de béns funcionaven, de fet, com si els tinguessin en comú. Un cop casada la dona conservava els seus drets civils i podia actuar lliurement davant dels tribunals, fins i tot per a refusar un marit imposat. Si el marit moria deixant fills menors d'edat, ella actuava com a usufructuària de l'herència i tutora dels fills. La filiació paterna i materna tenien llavors un valor similar.

## La societat altmedieval

### Els governants
Els governants, també anomenats nobles, eren els comtes i els seus agents o fidels. Tots desenvolupaven funcions en l'administració, i això implicava l'exercici de jurisdicció pública sobre persones i llocs, i el benefici de béns i drets públics, és a dir, terres del fisc i càrregues públiques (impostos, alberga, serveis, multes) assignades com un honor o salari mentre durava la funció. Algun document diu explícitament que l'honor o salari que el funcionari té en benefici procedeix del fisc i popularment s'anomena feu: fevum sive fiscum.
- Principals col·laboradors dels comtes eren els vescomtes, lloctinents que els substituïen quan ells eren absents.

- A un nivell inferior hi havia els veguers, que estaven al capdavant dels castells, centres de petits districtes que dividien els comtats a efectes defensius i administratius.

- Un altre tipus de personal de l'administració eren els jutges encarregats "d'escoltar les causes, dirimir i jutjar", i els seus col·laboradors, els saigs, que eren una mena de policia judicial.

### Els governats
Els governats eren majoritàriament pagesos: els uns eren propietaris de la terra que treballaven (aloers), d'altres no propietaris (tinents) i d'altres, ambdues coses alhora, és a dir, que treballaven terra pròpia i terra d'altri. La prosperitat i la pobresa es trobaven indistintament en cada grup. No obstant això, és clar que en les comunitats rurals hi havia quasi sempre un grup reduït de famílies benestants, que podríem considerar com una mena d'elit pagesa. Els pagesos propietaris devien ser una de les principals bases tributàries: la historiografia actual atribueix quasi unànimement aquesta idea de la importància de la micropropietat pagesa en la Catalunya carolíngia a la tesi de Pierre Bonnassie (1979).
En alguns llocs com a la diòcesi d'Urgell, aquestes famílies benestants contribuïen més que cap altra a la construcció de l'església parroquial, que dotaven convenientment. Això podia arribar fins a convertir-les en propietàries dels temples, amb dret a nomenar el rector.
Generalment els feligresos, majoritàriament pagesos, satisfeien a l'Església la desena part de la collita (delme), tribut eclesiàstic introduït pels carolingis per a sostenir el clergat. Tanmateix, ja des de bon principi hi va haver famílies poderoses de la noblesa i potser fins i tot de la pagesia que es van apropiar dels delmes, cosa que més endavant originà tensions amb l'Església.
Els documents parlen també a vegades de servi, els darrers descendents dels esclaus rurals, i sarraceni, que són sarraïns, captius de guerra, generalment emprats com a esclaus en el servei domèstic. Hi havia també una minoria jueva, especialment important en ciutats com Barcelona i Girona.

### Els clergues
Finalment, els clergues, canònicament definits com els homes destinats al servei de Déu, que tenen el ministeri d'ensenyar els misteris de la fe i governar la comunitat de creients, eren molt nombrosos: en alguna regió d'Europa en aquesta època s'ha calculat que podien representar el 10% del conjunt de la població. Com avui, es dividien en clergues seculars i clergues regulars:
- Els clergues seculars eren els que vivien sota la seva responsabilitat; els més nombrosos eren els rectors, que exercien la cura d'ànimes a les parròquies.

- Els clergues regulars, proporcionalment molt més nombrosos llavors que ara, eren els que vivien sota una regla, feien vots religiosos (celibat, castedat, obediència), habitaven en comunitat i feien tasca pastoral conjunta. Es dividien en abats, priors i monjos.

A l'època a què ens referim el Papa, cap de l'Església universal, era visitat de forma irregular pels jerarques del clergat català, als quals expressava de paraula i per escrit (butlles) les seves disposicions sobre el govern de l'Església. De manera immediata, els clergues catalans depenien de l'arquebisbe de Narbona, cap de les diòcesis de la Narbonense i de la Tarraconense nord-oriental (futura Catalunya Vella), que en conjunt formaven l'Església particular o local.
Mentre que els arquebisbes de Narbona eren generalment francs, els bisbes catalans procedien més sovint de famílies importants del país. En la seva elecció intervenien els clergues de les diòcesis i, cada vegada més decisivament, l'autoritat comtal.
El bisbe, que havia de ser consagrat per l'arquebisbe, regia la diòcesi des de la seu episcopal, on s'envoltava per fer les seves funcions d'un conjunt de clergues de confiança, els canonges, que formaven el capítol catedralici: als canonges s'encomanaven sobretot tasques administratives i el funcionament de l'escola i l'escriptori de la catedral. Al bisbe li corresponia consagrar les esglésies que es construïen a la diòcesi i els seus rectors i supervisar l'actuació general del clergat parroquial.
Cada seu episcopal disposava del seu domini territorial, és a dir, d'un conjunt de propietats territorials d'origen antic o de creació carolíngia, que proporcionaven rendes de la terra i càrregues públiques, i les arques episcopals es nodrien d'aquests ingressos més una part proporcional dels ingressos de les parròquies (del delme sobretot), que cada rector havia de lliurar anualment al seu bisbe.
La conquesta carolíngia de Catalunya va representar per a l'església d'aquesta part de la Tarraconense nord-oriental la ruptura amb el passat hispanogot en matèria teològica, car les creences adopcionistes que professava una part del clergat català encapçalat pel bisbe Fèlix d'Urgell a les acaballes del segle viii, van ser violentament extirpades per voluntat explícita de Carlemany.

## Enumeració dels comtats catalans
Els comtats catalans foren:
- El comtat de Barcelona
- El comtat de Berga
- El comtat de Besalú
- El comtat de Cerdanya
- El comtat de Conflent
- El comtat d'Empúries
- El comtat de Girona
- El comtat de Manresa
- El comtat d'Osona
- El comtat de Pallars
- El comtat de Ribagorça
- El comtat de Rosselló
- El comtat d'Urgell